# Grävenwiesbach
Grävenwiesbach ist eine Gemeinde mit 5451 Einwohnern (31. Dezember 2023) im hessischen Hochtaunuskreis im Regierungsbezirk Darmstadt.

## Geographie

### Geographische Lage
Das Grävenwiesbacher Gemeindegebiet liegt in 240 bis 500 m ü. NN im östlichen Hintertaunus, nördlich des Taunushauptkamms. Nächste größere Städte sind Wetzlar (20 Kilometer) im Norden, Limburg an der Lahn (32 Kilometer) im Westen und Frankfurt am Main (40 Kilometer) im Süden.

### Nachbargemeinden

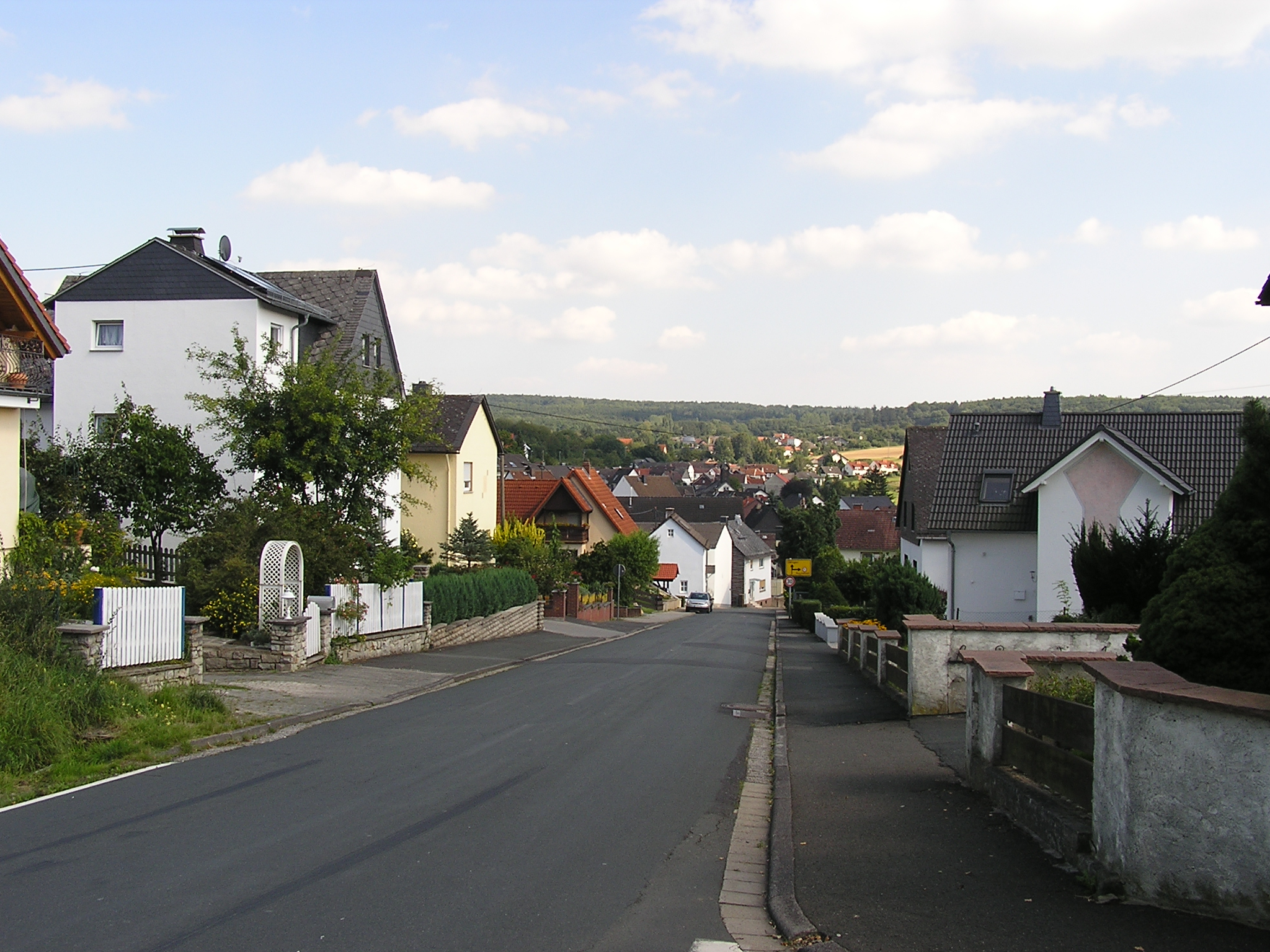
Ortsteil Hundstadt

Grävenwiesbach grenzt im Norden an die Gemeinden Weilmünster (Landkreis Limburg-Weilburg) und Waldsolms (Lahn-Dill-Kreis), im Osten an die Städte Butzbach (Wetteraukreis) und Usingen (Hochtaunuskreis), im Süden und Westen an die Gemeinde Weilrod (beide im Hochtaunuskreis).

### Gemeindegliederung
Die Gemeinde Grävenwiesbach umfasst neben dem Kernort selbst fünf Ortsteile.
| Ortsteil       | Wappen                    | Einwohner | Entfernung | Richtung |
| -------------- | ------------------------- | --------- | ---------- | -------- |
| Grävenwiesbach | Wappen von Grävenwiesbach | 2904      |            |          |
| Heinzenberg    | Wappen von Heinzenberg    | 409       | 3,9 km     | WSW      |
| Hundstadt      | Wappen von Hundstadt      | 873       | 2,1 km     | OSO      |
| Laubach        | Wappen von Laubach        | 637       | 3,6 km     | SW       |
| Mönstadt       | Wappen von Mönstadt       | 382       | 2,2 km     | W        |
| Naunstadt      | Wappen von Naunstadt      | 414       | 1,5 km     | SSW      |

## Geschichte

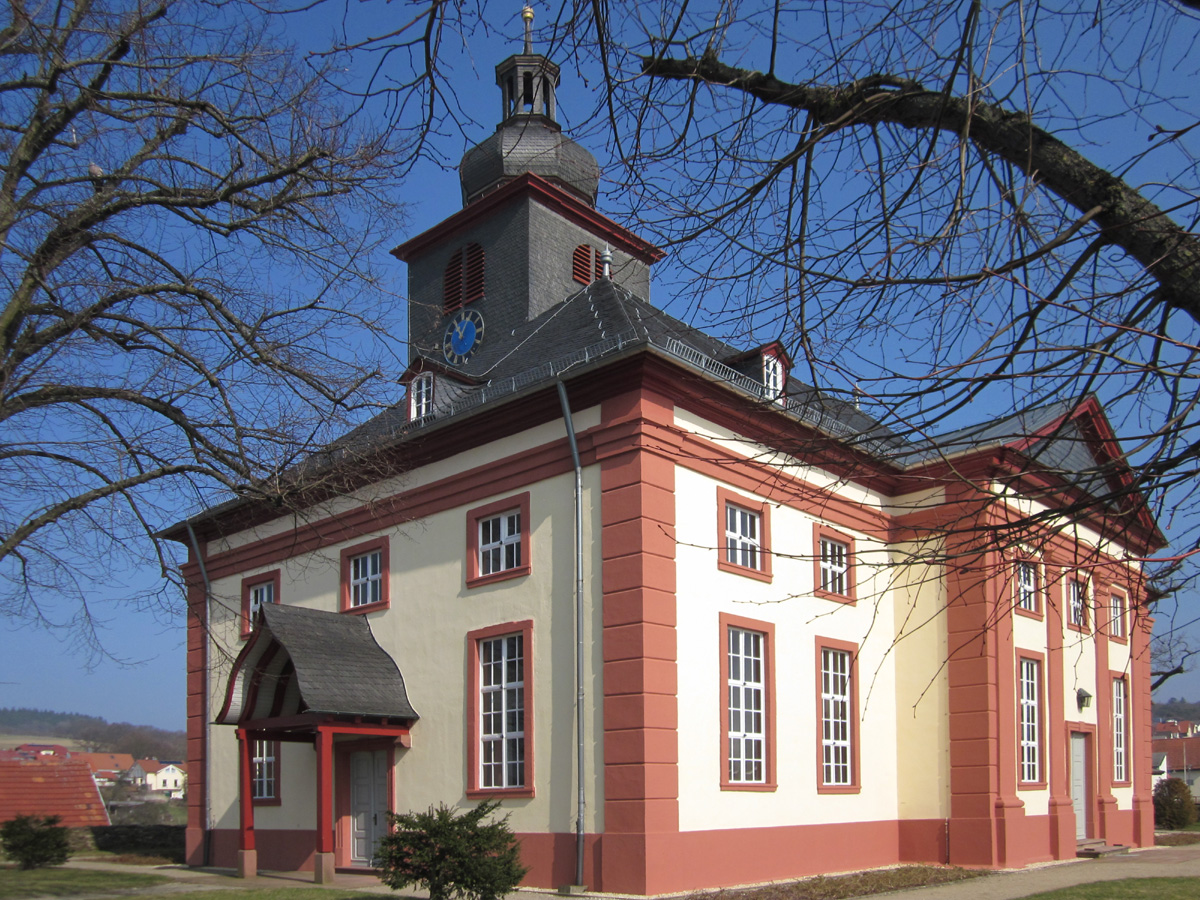
Evangelische Kirche Grävenwiesbach

Grävenwiesbach wurde im Jahre 1280 als Wiesinbach erstmals urkundlich erwähnt, eine weitere historische Namensform ist Grebenwiesbach (1493).. Seit 1326 gehörte der Ort zur Grafschaft, später Fürstentum Nassau-Weilburg, mit dem es 1806 zum neu geschaffenen Herzogtum Nassau kam. 1866 wurde Grävenwiesbach preußisch.
Bis 1925 und für mindestens 200 Jahre wurde der Jüdische Friedhof Grävenwiesbach als Grablege für jüdische Gemeindeglieder genutzt.
Hessische Gebietsreform
Im Zuge der Gebietsreform in Hessen fusionierten zum 31. Dezember 1971 die bis dahin selbständigen Gemeinden  Grävenwiesbach, Heinzenberg, Hundstadt, Laubach, Mönstadt und Naunstadt freiwillig zur erweiterten Gemeinde Grävenwiesbach. Für das Gebiet der sechs früheren Gemeinden wurden per Hauptsatzung jeweils Ortsbezirke errichtet.

## Sehenswürdigkeiten

### Evangelische Kirche
Auf dem Plateau eines Hügels liegt die nach allen Himmelsrichtungen gut sichtbare evangelische Kirche Grävenwiesbach. Sie wurde 1737/38 im klassizistischen Stil erbaut und überrascht mit ihrer für eine Dorfkirche ungewöhnlichen Größe, mit ihrer Schlichtheit und Innenraumaufteilung.

### Katholische Kirche St. Konrad
Nach dem Zweiten Weltkrieg kamen in Folge der Flucht und Vertreibung Deutscher aus Mittel- und Osteuropa 1945–1950 viele Katholiken in das bis dahin weitaus überwiegend protestantische Grävenwiesbach. 1946 wurden 546 Katholiken im Ort gezählt. Daher entstand der Wunsch nach einer katholischen Kirche. Im November 1952 wurde der Grundstein gelegt, am 12. November 1953 erfolgte die Weihe als Konradskirche. Die 21 Meter lange und 11 Meter breite Kirche war ein Pavillongebäude mit Chor, hingegen ohne Turm. Der Gedanke hinter dieser schlichten Form war die mögliche Nachnutzung als Scheune, nachdem die Heimatvertriebenen wieder in ihre Heimat zurückgekehrt wären. 1979 wurde Grävenwiesbach selbstständiges Pfarrvikariat.

## Politik

### Gemeindevertretung
Die Kommunalwahl am 14. März 2021 lieferte folgendes Ergebnis, in Vergleich gesetzt zu früheren Kommunalwahlen:
| Sitzverteilung in der Gemeindevertretung 2021Insgesamt 23 Sitze - SPD: 3 - Grüne: 4 - UB: 3 - FWG: 7 - CDU: 6 | Parteien und Wählergemeinschaften | Parteien und Wählergemeinschaften           | 2021  | 2021  | 2016  | 2016  | 2011  | 2011  | 2006  | 2006  | 2001  | 2001  |
| Sitzverteilung in der Gemeindevertretung 2021Insgesamt 23 Sitze - SPD: 3 - Grüne: 4 - UB: 3 - FWG: 7 - CDU: 6 | Parteien und Wählergemeinschaften | Parteien und Wählergemeinschaften           | %     | Sitze | %     | Sitze | %     | Sitze | %     | Sitze | %     | Sitze |
| Sitzverteilung in der Gemeindevertretung 2021Insgesamt 23 Sitze - SPD: 3 - Grüne: 4 - UB: 3 - FWG: 7 - CDU: 6 | FWG                               | Freie Wählergemeinschaft Grävenwiesbach     | 30,1  | 7     | 30,7  | 7     | 24,4  | 6     | 37,0  | 8     | 33,9  | 8     |
| Sitzverteilung in der Gemeindevertretung 2021Insgesamt 23 Sitze - SPD: 3 - Grüne: 4 - UB: 3 - FWG: 7 - CDU: 6 | CDU                               | Christlich Demokratische Union Deutschlands | 28,1  | 6     | 26,0  | 6     | 22,2  | 5     | 26,0  | 6     | 25,5  | 6     |
| Sitzverteilung in der Gemeindevertretung 2021Insgesamt 23 Sitze - SPD: 3 - Grüne: 4 - UB: 3 - FWG: 7 - CDU: 6 | Grüne                             | Bündnis 90/Die Grünen                       | 15,3  | 4     | 10,9  | 3     | 13,2  | 3     | 8,8   | 2     | 7,6   | 2     |
| Sitzverteilung in der Gemeindevertretung 2021Insgesamt 23 Sitze - SPD: 3 - Grüne: 4 - UB: 3 - FWG: 7 - CDU: 6 | UB                                | Unabhängige Bürger                          | 14,9  | 3     | 18,8  | 4     | 15,5  | 3     | —     | —     | —     | —     |
| Sitzverteilung in der Gemeindevertretung 2021Insgesamt 23 Sitze - SPD: 3 - Grüne: 4 - UB: 3 - FWG: 7 - CDU: 6 | SPD                               | Sozialdemokratische Partei Deutschlands     | 11,6  | 3     | 13,5  | 3     | 19,9  | 5     | 25,0  | 6     | 30,6  | 7     |
| Sitzverteilung in der Gemeindevertretung 2021Insgesamt 23 Sitze - SPD: 3 - Grüne: 4 - UB: 3 - FWG: 7 - CDU: 6 | FDP                               | Freie Demokratische Partei                  | —     | —     | —     | —     | 4,8   | 1     | 3,2   | 1     | 2,5   | 0     |
| Sitzverteilung in der Gemeindevertretung 2021Insgesamt 23 Sitze - SPD: 3 - Grüne: 4 - UB: 3 - FWG: 7 - CDU: 6 | Gesamt                            | Gesamt                                      | 100,0 | 23    | 100,0 | 23    | 100,0 | 23    | 100,0 | 23    | 100,0 | 23    |
| Sitzverteilung in der Gemeindevertretung 2021Insgesamt 23 Sitze - SPD: 3 - Grüne: 4 - UB: 3 - FWG: 7 - CDU: 6 | Wahlbeteiligung in Prozent        | Wahlbeteiligung in Prozent                  | 57,9  | 57,9  | 53,2  | 53,2  | 51,0  | 51,0  | 49,6  | 49,6  | 57,6  | 57,6  |

### Bürgermeister
Nach der hessischen Kommunalverfassung wird der Bürgermeister für eine sechsjährige Amtszeit gewählt, seit dem Jahr 1993 in einer Direktwahl, und ist Vorsitzender des Gemeindevorstands, dem in der Gemeinde Grävenwiesbach neben dem Bürgermeister ehrenamtlich ein Erster Beigeordneter und sieben weitere Beigeordnete angehören. Bürgermeister ist seit dem 1. März 2024 Tobias Stahl (CDU), der in der Kommunalpolitik bis dahin Fraktionsvorsitzender seiner Partei war. Er wurde als Nachfolger von Roland Seel (CDU), der nach zwei Amtszeiten nicht mehr kandidiert hatte, am 22. Oktober 2023 in einer Stichwahl bei 58,85 Prozent Wahlbeteiligung mit 54,29 Prozent der Stimmen gewählt.
Amtszeiten der Bürgermeister
- 2024–2030 Tobias Stahl (CDU)[13]
- 2012–2024 Roland Seel (CDU) (* 1955)[14]
- 1988–2012 Hellwig Herber (1957–2023)[17]
- 1960–1987 Karl Gruber (FWG) (1929–2009)
- 1945–1960 Oswald Wick (SPD) (1884–1962)

### Ortsbeiräte
Folgende Ortsbezirke mit Ortsbeirat und Ortsvorsteher, nach Maßgabe der §§ 81 und 82 HGO und des Kommunalwahlgesetzes in der jeweils gültigen Fassung, gibt es im Gemeindegebiet:
- Ortsbezirk Grävenwiesbach (Gebiete der ehemaligen Gemeinde Grävenwiesbach). Der Ortsbeirat besteht aus sieben Mitgliedern.
- Ortsbezirk Heinzenberg (Gebiete der ehemaligen Gemeinde Heinzenberg). Der Ortsbeirat besteht aus fünf Mitgliedern.
- Ortsbezirk Hundstadt (Gebiete der ehemaligen Gemeinde Hundstadt). Der Ortsbeirat besteht aus fünf Mitgliedern.
- Ortsbezirk Laubach (Gebiete der ehemaligen Gemeinde Laubach). Der Ortsbeirat besteht aus fünf Mitgliedern.
- Ortsbezirk Mönstadt (Gebiete der ehemaligen Gemeinde Mönstadt). Der Ortsbeirat besteht aus fünf Mitgliedern.
- Ortsbezirk Naunstadt (Gebiete der ehemaligen Gemeinde Naunstadt). Der Ortsbeirat besteht aus fünf Mitgliedern.

Die Wahl der Ortsbeiräte erfolgt im Rahmen der Kommunalwahlen. Der Ortsbeirat wählt eines seiner Mitglieder zum Ortsvorsteher bzw. zur Ortsvorsteherin.
Ortsbeirat Grävenwiesbach
Bei den Kommunalwahlen in Hessen 2021 betrug die Wahlbeteiligung zum Ortsbeirat 49,41 %. Dabei wurden gewählt: ein Mitglied der SPD, zwei Mitglieder der CDU, ein Mitglied von Bündnis 90/Die Grünen und zwei Mitglieder der „Freien Wählergemeinschaft Grävenwiesbach“ (FWG). Der Ortsbeirat wählte Frank Reißer (FWG) zum Ortsvorsteher.

### Wappen
Das älteste bekannte Siegel der Stadt (aus 1534, ist hingegen im 15. Jahrhundert datiert) zeigt schon den Adler und die Sterne. Alle späteren Siegel zeigten ebenfalls diese Anordnung. 1952 wurde das heutige Siegel genehmigt.
Der Adler ist ein Reichsadler und verweist darauf, dass die Stadt einst eine freie Reichsstadt gewesen ist. Der Ursprung der Sterne ist nicht bekannt. Die blaue Farbe wurde 1952 gewählt, da sie die Farbe von Nassau ist, wozu die Stadt für viele Jahrhunderte gehörte.

### Partnerschaften
Grävenwiesbach unterhält seit dem 6. September 1980 partnerschaftliche Beziehungen zur Gemeinde Wuenheim im Elsass.

## Wirtschaft und Infrastruktur
Die Gemeinde Grävenwiesbach wies im Jahr 2020 einen unterdurchschnittlichen Kaufkraftindex von 98,9 des Bundesdurchschnitts auf. Grävenwiesbach ist die einzige der 13 Gemeinden im Hochtaunuskreis, die einen unterdurchschnittlichen Wert von unter 100 verzeichnet; alle anderen Gemeinden weisen weit überdurchschnittliche Kaufkraftindizes auf.

### Verkehr
Die Bundesstraße 456 führt direkt durch Grävenwiesbach, die Bundesautobahn 5 Frankfurt–Kassel ist in ungefähr 25 km Entfernung über die Anschlussstelle Ober-Mörlen zu erreichen. Die Buslinie 69 verbindet die Grävenwiesbacher Ortsteile miteinander und stellt den Anschluss an den Bahnhof Grävenwiesbach an der Bahnstrecke Friedrichsdorf–Albshausen her.

#### Bahnhof Grävenwiesbach
Grävenwiesbach ist ein Betriebsmittelpunkt der von der Regionalverkehre Start Deutschland betriebenen Linie RB 15 Frankfurt–Brandoberndorf.

### Trinkwasser
Wegen steigendem Nitratgehalt im Trinkwasser sollen neue Wasserschutzgebiete ausgewiesen werden.

### Ansässige Unternehmen
Seit 1915 besteht die Raiffeisenbank Grävenwiesbach.

### Bildung
In Grävenwiesbach existiert eine Grundschule. Haupt- und Realschule sowie Gymnasium stehen in Usingen und Neu-Anspach zur Verfügung.
Seit 1981 ist der Ort Sitz der Hotelfernschule Poppe & Neumann.

### Jugendherberge
Am Rande von Grävenwiesbach in Richtung Hasselborn liegt die Richard-Schirrmann-Jugendherberge (⊙), eine von drei Jugendherbergen im Hochtaunuskreis. Bereits im Jahre 1937 wurde diese Jugendherberge geplant. Erst nachdem die Stadt Rüsselsheim ein Fünftel der Baukosten bereitstellte, um einen Teil der Herberge als Schullandheim zu nutzen, konnte der Bau am 5. August 1964 eröffnet werden. Heute stehen 162 Betten in Zwei- bis Achtbettzimmern zur Verfügung. Grävenwiesbach beheimatet zudem das Richard-Schirrmann-Privatmuseum, das dem Gründer des deutschen Jugendherbergswerks, der in Grävenwiesbach seinen Lebensabend verbrachte, gewidmet ist. Nach Richard Schirrmann wurde auch eine Straße benannt, die Richard-Schirrmann-Straße.

## Persönlichkeiten

### Söhne und Töchter des Ortes
- Jacob Ludwig Schellenberg (1728–1808), evangelischer Geistlicher und Pädagoge
- August Fuchs (1839–1904), Pfarrer und Entomologe
- Albert Helff (1861–1945), Landesvorsitzender der FVP in Hessen-Nassau, Abgeordneter im Provinziallandtag und Frankfurter Stadtverordneter, Anwaltskammerpräsident
- Friedrich Stroh (1898–1969), geboren in Naunstadt, Germanist

### Ehrenbürger
- Josef Grünewald (1897–1984), Unternehmer
- Hans Grünewald, Unternehmer
- Martin Joseph (1879–1943), Rabbiner
- Richard Schirrmann (1874–1961), Gründer des Deutschen Jugendherbergswerkes
- Herbert Ohly
- Pfarrer Golder
- Heinz Heimann
- Karl Moses
- Germain Brucker

### Weitere, die vor Ort gelebt oder gewirkt haben
- Andreas Buro (1928–2016), Politikwissenschaftler, Friedensforscher und Mentor der deutschen Friedens- und Menschenrechtsbewegung